# Saint-Estèphe (Dordogne)
Saint-Estèphe – miejscowość i gmina we Francji, w regionie Nowa Akwitania, w departamencie Dordogne.
Według danych na rok 1990 gminę zamieszkiwały 604 osoby, a gęstość zaludnienia wynosiła 28 osób/km² (wśród 2290 gmin Akwitanii Saint-Estèphe plasuje się na 640. miejscu pod względem liczby ludności, natomiast pod względem powierzchni na miejscu 475.).